# Almotacín

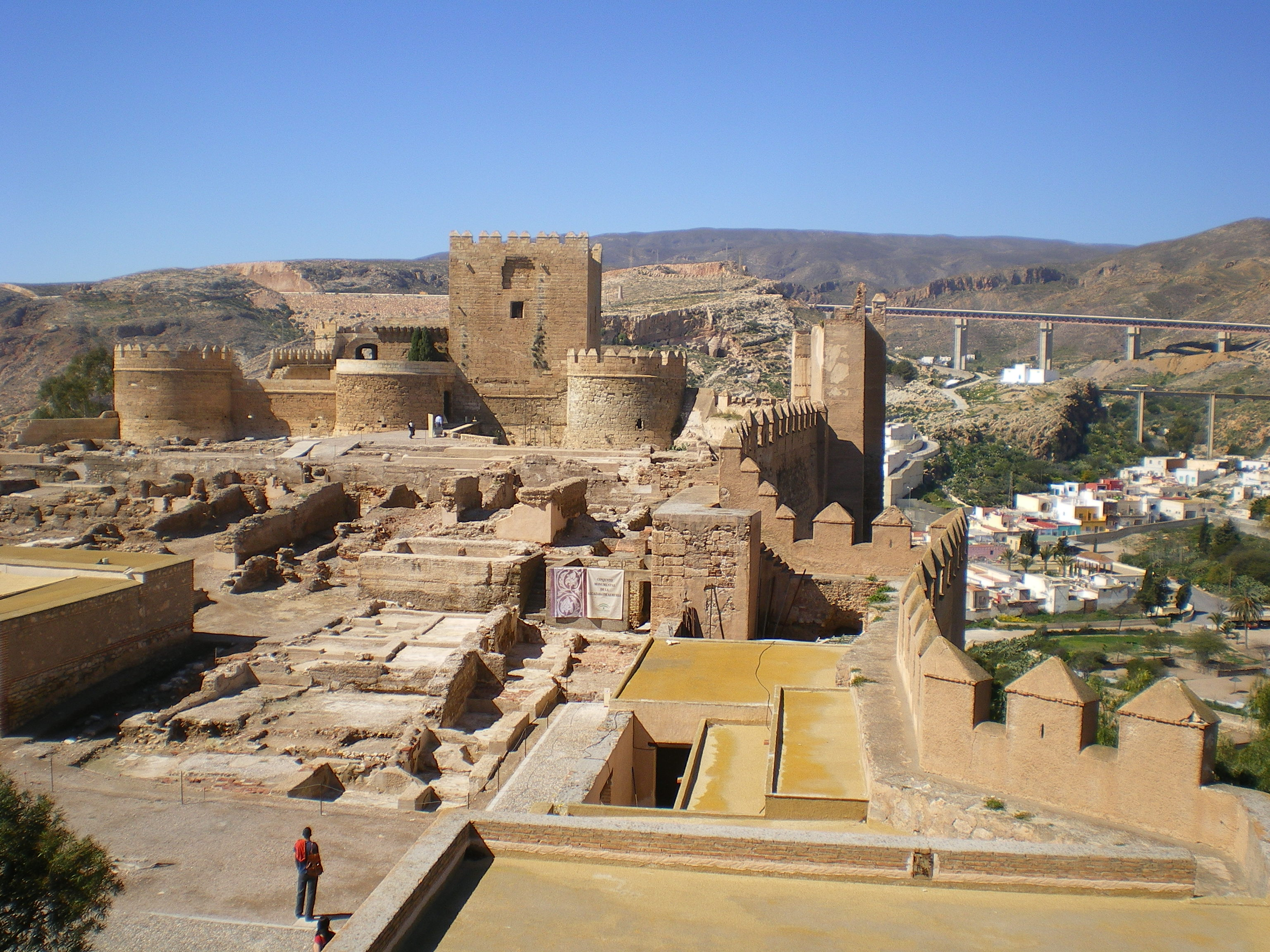
Ruinas del Palacio de Almotacín en la Alcazaba de Almería.

Abu Yahya Muhámmad bin Ma‘n bin Sumádih al-Tuyyibi, conocido como al-Mu‘tásim bi-l-Lah (‘el protegido de Alá’), en español Almotacín o Almotacén (Almería, 1037 – Almería, 15 de mayo de 1091), fue rey andalusí de la taifa de Almería, perteneciente a la dinastía de los sumadihitas y a la tribu de los tuyibíes.

## Su reinado
Tras la descomposición del califato omeya de Córdoba, Almería se convirtió en taifa. Sería en 1051 cuando, a la muerte de su padre, Abu ul-Ahwas ibn Sumádih, y con tan sólo 14 años, Almotacín se convirtió en rey de Almería, bajo la regencia de Abu 'Utba, que se mantuvo hasta 1055. Los cuarenta años de su reinado serían la época de mayor esplendor de la ciudad, esplendor apenas igualado en épocas posteriores.
La prosperidad de la ciudad durante su reinado se basó en el comercio de la seda, llegando a contar la ciudad con más de 10 000 telares cuyas producciones servirían de inspiración para las de Pisa y Florencia. La actividad económica fue en cualquier caso muy variada: hubo astilleros, fábricas de mosaicos, fundiciones y metalurgias en que se fabricaban objetos de cobre, alfarerías, factorías de sal y una industria de conservas de frutas cuyos productos llegarían a Túnez y Egipto. La ciudad gozaría de una época de paz y tranquilidad en la que se construyeron fuentes, pozos, norias, acequias y palacios.
Esta gran actividad económica vino acompañada de un gran florecimiento literario y cultural. Almotacín, de cuyo palacio se conservan restos en el segundo recinto de la alcazaba almeriense, llamó a su pequeña corte ilustrada a intelectuales musulmanes y judíos: literatos, poetas (como su sierva Gayalmana), médicos, historiadores (como Aben Abilfayad y Aben Modair), maestros (como al-Zafadí) y geógrafos (como al-Udri o al-Bekrí), a quienes pagaba pensiones en plata. Incluso el propio rey destacó como poeta. 
En lo político y militar, su reinado se caracterizó por las escaramuzas fronterizas mantenidas contra Badís y Abd Allah, reyes ziríes de la taifa de Granada en Las Alpujarras y por la pérdida constante de territorios. La extensión del poder almeriense hasta Baza, Lorca y Jaén heredada de sus antecesores comenzó sin embargo a resquebrajarse. En torno al 1054 se perdería la zona de Los Vélez a manos del rey Almutámid de la taifa de Sevilla y el rey, mal organizador y estratega, se vio al final de su reinado recluido en la capital y los territorios aledaños.
En general, se puede afirmar que durante su mandato, la ciudad de Almería se convirtió en uno de los núcleos económicos y culturales más importantes de Al-Ándalus y en su principal puerto comercial.
El final de su reinado y su muerte están marcados por la adhesión al auxilio almorávide contra los cristianos, al que prestó apoyo en 1086 y la invasión y ocupación por parte de esta tribu. Almería, no obstante, no dejará de ser un emporio comercial codiciado tanto por musulmanes como por cristianos, entre estos últimos las repúblicas de Génova y Pisa y el condado de Barcelona, que protagonizarían intentos de invasión de la ciudad durante el siglo posterior.
| Predecesor: Abu ul-Ahwas ibn Sumádih | Rey de Almería 1051-1091 | Sucesor: Ahmad Mu’izz al-Dawla |